# لي توماس
لي توماس (بالإنجليزية: Lee Thomas)‏ هو صحفي أمريكي، ولد في 15 سبتمبر 1967.